# Kaspaza-1
Kaspaza-1 (EC 3.4.22.36, interleukin 1beta-konvertujući enzim, proteaza VII, proteaza A, interleukin 1beta prekurzorna proteinaza, interleukin 1 konvertujući enzim, interleukin 1beta-konvertujuća endopeptidaza, interleukin-1beta konvertaza, interleukin-1beta konvertujući enzim, interleukin-1beta prekurzorna proteinaza, prointerleukin 1beta proteaza, prekurzor interleukin-1beta konvertujući enzim, pro-interleukinska 1beta proteinaza, ICE) je enzim. Ovaj enzim katalizuje sledeću hemijsku reakciju
Hidroliza proteina, pri čemu je neophodno da je Asp ostatak u pozicija P1. Preferentne sekvenca razlaganja je Tyr-Val-Ala-Asp-
Ovaj enzim se javlja u monocitima sisara.

## Literatura
- Nicholas C. Price; Lewis Stevens (1999). Fundamentals of Enzymology: The Cell and Molecular Biology of Catalytic Proteins (Third изд.). USA: Oxford University Press. ISBN 019850229X.
- Eric J. Toone (2006). Advances in Enzymology and Related Areas of Molecular Biology, Protein Evolution (Volume 75 изд.). Wiley-Interscience. ISBN 0471205036.
- Branden C; Tooze J. Introduction to Protein Structure. New York, NY: Garland Publishing. ISBN 0-8153-2305-0.
- Irwin H. Segel. Enzyme Kinetics: Behavior and Analysis of Rapid Equilibrium and Steady-State Enzyme Systems (Book 44 изд.). Wiley Classics Library. ISBN 0471303097.
- William P. Jencks (1987). Catalysis in Chemistry and Enzymology. Dover Publications. ISBN 0486654605.

## Spoljašnje veze
- Caspase-1 на 